# Xyletobius marmoratus
Xyletobius marmoratus là một loài bọ cánh cứng thuộc họ Ptinidae.